# フェニル酢酸
フェニル酢酸（―さくさん、Phenylacetic acid）は、酢酸のα水素の1つがフェニル基で置換された有機化合物の一種である。白色の固体で不快な匂いがする。メタンフェタミンやアンフェタミンの原料となるフェニルアセトンの違法な製造に使われるため、アメリカ合衆国では流通が規制されている。日本国でも、覚せい剤原料として覚醒剤取締法の対象物質であり、輸入、製造、販売、取扱い等には、厚生労働省の許可が必要である。また、その保管管理にも特別な設備が必要である。
フェニル酢酸はオーキシンとして、最初に果物の中から見つかった。しかしその作用はインドール-3-酢酸よりも弱い。
フェニル酢酸は濃度の薄い時は蜂蜜様の香りで、香水に使われる。またペニシリンGの製造にも用いられる。

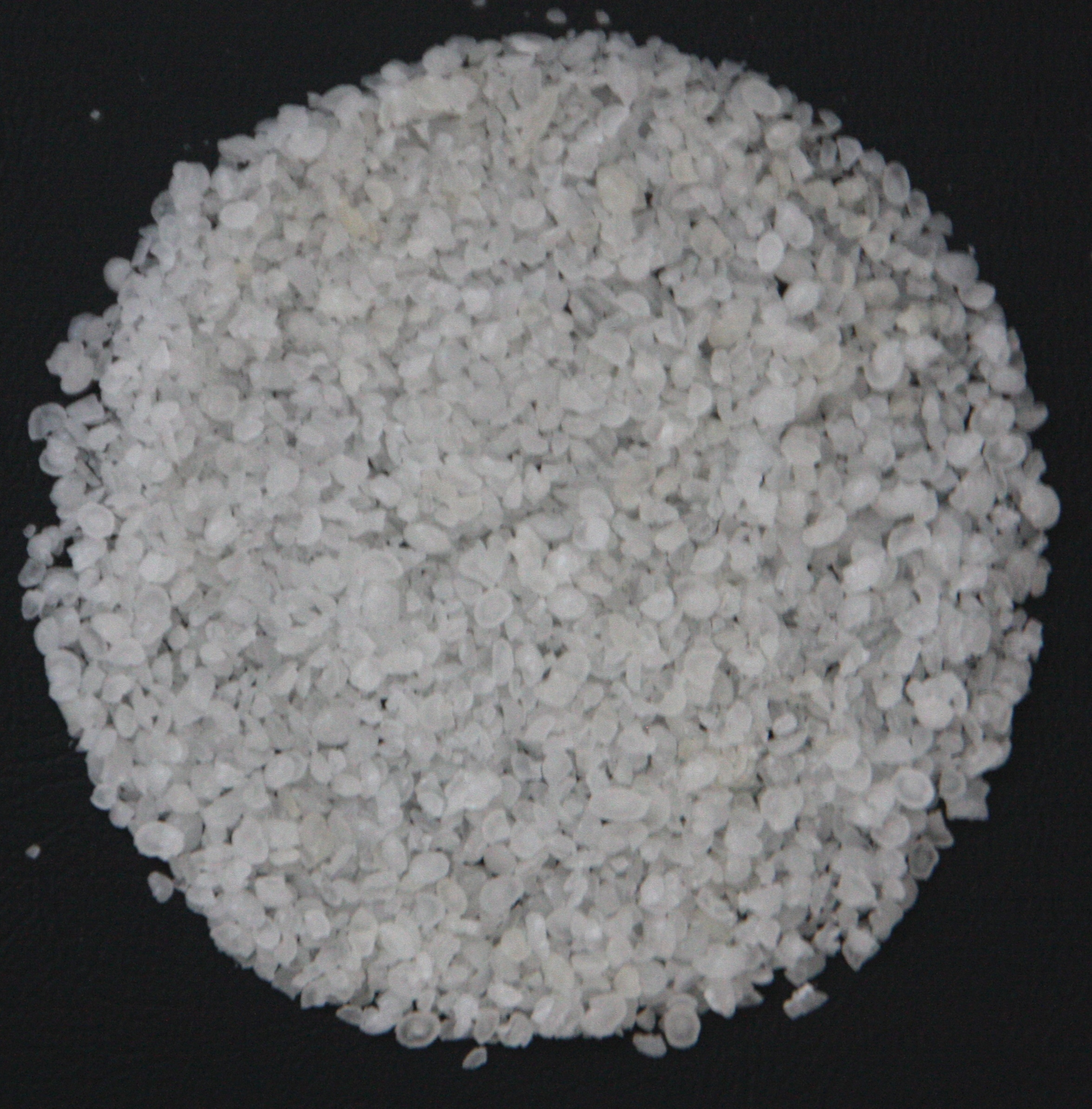
フェニル酢酸

屈折率は1.5025である。

## 合成
シアン化ベンジルの加水分解で合成する。